# Lilián Abracinskas
Lilián Abracinskas (23 de enero de 1959) es activista feminista, comunicadora y docente uruguaya. Actual senadora suplente por el Frente Amplio, Espacio 1001, para el periodo 2025-2029  
Sus temas de especialidad son: género, sexualidades, salud y derechos sexuales y reproductivos. Es fundadora y la actual directora de la ONG Mujer y Salud en Uruguay (MYSU). 

## Trayectoria
Estudió en el Liceo N° 11 en Montevideo. Es técnica en Anatomía Patológica por la Facultad de Medicina de la Universidad de la República, recibida en 1981. Generación 78 de la licenciatura en Biología de la Facultad de Humanidades y Ciencias de la Universidad de la República, cumplió con los exámenes de todas las materias pero no presentó su monografía final por dedicarse a los estudios sobre salud de las mujeres siendo becada de la Confederación Suiza en 1983 para realizar una pasantía en el Dispensaire de Femmes en Ginebra. (a través del programa de intercambio organizado por la red feminista internacional ISIS Wicce). A su retorno al país fundó el Primer Centro de Atención Alternativa para la salud de las mujeres "María Abella", en Paso Carrasco, Canelones.
En MYSU, es también responsable del programa institucional Observatorio Nacional en género y SSR, desde donde se da seguimiento a los compromisos asumidos por el estado uruguayo ante el Sistema de Naciones Unidas y se monitorea el funcionamiento de políticas públicas y servicios que garanticen el ejercicio de los derechos humanos. 
Fue fundadora del colectivo Cotidiano Mujer (1985-2004) e integrante del colectivo editorial responsable de la revista feminista internacional bilingüe (inglés-español) Lola Press (1990-2002).  En el año 2002 fue elegida Coordinadora General de la Comisión Nacional de Seguimiento, mujeres por democracia, equidad y ciudadanía, articulación de más de 70 organizaciones de mujeres y feministas del país, cargo que desempeñó hasta el 2010.
En representación de las organizaciones sociales, integró la Comisión Nacional Asesora de Salud Sexual y Reproductiva del Ministerio de Salud de Uruguay (MSP) y la Comisión Nacional de Bioética y Calidad Integral de Atención de la Salud también del MSP, así como la Comisión Nacional de lucha contra el SIDA (CONASIDA). Representó a la organización MYSU ante la Comisión Sectorial de Población y Desarrollo que funciona bajo la órbita de la Oficina de Planeamiento y Presupuesto de Presidencia de la República.
En 2011, el Secretario General de Naciones Unidas la designó para formar parte de la Civil Society Task Force (United Nations General Assembly High Level Meeting on AIDS) en representación de las organizaciones internacionales de mujeres que trabajan en sida-VIH. Por otro lado, formó parte hasta el año 2012 del equipo de la World Aids Campaign en representación también de las organizaciones de mujeres uruguayas.
En este mismo año, formó parte del International Women Health Meeting (Comité Asesor del Encuentro Internacional sobre Mujer y Salud) realizado en Bruselas (Bélgica). En 2015 también integró el Comité Asesor del Encuentro Internacional sobre Mujer y Salud en República Dominicana. Fue referente de "La Campaña 28 de septiembre para América Latina y el Caribe", además integró el Comité asesor del Consorcio Latinoamericano contra el Aborto Inseguro (CLACAI). Lilián es enlace nacional de la Red de Salud de las Mujeres de América Latina y el Caribe (RSMLAC).
En la Conferencia de Población y Desarrollo en El Cairo de 1994 y en la Conferencia de Beijing de 1995, Abracinskas participó en las delegaciones oficiales de Uruguay en representación de las organizaciones sociales, así como en los procesos de revisión cada cinco años.
Es adherente del Frente Amplio manifestando su apoyo público a las candidaturas de Constanza Moreira en 2014 y de Oscar Andrade en 2019. 
Participó como panelista en el programa Esta boca es mía de Canal 12.

## Obras principales

### Libros
- 2006, Abracinskas, Lilián, & López Gómez, Alejandra. Análisis feminista del debate social sobre el aborto en Uruguay. Un tema de la agenda democrática. En Checa, Susana (Comp.) "Realidades y coyunturas del aborto. Entre el derecho y la necesidad". Buenos Aires: Paidós.
- 2007, Abracinskas, Lilián, & López Gómez, Alejandra (Coords.) "Aborto en debate. Dilemas y desafíos del Uruguay Democrático. Proceso político y social 2001-2004". Montevideo: Mujer y Salud en Uruguay (MYSU).